# 雞排英雄
《雞排英雄》，2011年台灣電影。情節多半是在敘述台灣夜市小人物的生活點滴；由藍正龍、柯佳嬿、豬哥亮等人共同演出，該片為2012年關島第一屆國際影展最佳影片首獎。

## 故事大纲
匯集台灣各路美食小吃的八八八夜市，每日都洋溢著喜悅的氣氛。阿華最近當選夜市自治會會長，負責調解夜市糾紛以維護攤販利益。
一晚，女記者林亦南騎電動車在夜市附近與小七發生碰撞。阿華遇見林亦南，心中的情愫不自覺間已被喚醒。但林亦南的生活卻自此陷入了一連串混亂——工作被主管痛批、男友與她分手，還因毀壞電路被罰在八八八進行社區服務。阿華與眾攤販充滿人情味的舉動漸漸化解了林亦南身在異鄉的孤獨，雙方的關係不再緊張。
後來議員張進亮被地產商的金錢收買，欲強徵八八八土地，於是眾攤販的生存不僅面臨困境，夜市還遭到被地產商僱傭的黑道份子們破壞。最終阿華帶領攤販保衛夜市，為權利向政商而戰。而張進亮與阿華以及阿華祖母之間的往事也逐漸浮出水面。

## 演員陣容

### 主要角色
| 角色   | 演員   | 介紹                                     |
| 陳一華 | 藍正龍 | 暱稱「阿華」，「888夜市」的自治會長。    |
| 林亦南 | 柯佳嬿 | 《歡喜週報》記者，也是女主角。           |
| 十八王 | 趙正平 | 賣烤香腸的老闆，本名「王國平」。         |
| 阿 珠  | 王彩樺 | 阿珠牛排老闆，小胖之母，本名「金愛珠」。 |
| 邱滿妹 | 嚴藝文 | 滿意大雞排的老闆，小七的姐姐。           |
| 小 七  | 蔡昌憲 | 滿妹的弟弟。                             |
| 林美香 | 劉品言 | 賣保養品的老闆。                         |
| 阿水嬸 | 呂雪鳳 | 替人挽面，美香之母。                     |
| 阿 嬤  | 翠 娥  | 阿華的阿嬤，本名「陳王菊」。             |
| 羅尚德 | 樊光耀 | 議員助理。                               |
| 蔡宏圭 | 應蔚民 | 黑社會大哥，綽號「紅龜」。               |

### 其他角色
| 角色     | 演員          | 介紹                    |
| 工 人    | 王鏡冠 陳竹昇 | 在888夜市旁修路燈的工人 |
| 小阿華   | 梁詠荃        |                         |
| 小亦南   | 朱晴渝        |                         |
| 小 胖    | 郝紹廷        | 阿珠之子                |
| 阿珠助手 | 吳國洲        |                         |
| 傑尼斯   | 車宥慶        |                         |

### 客串角色
| 角色   | 演員   | 介紹 |
| 黑面蔡 | 黃浩詠 |      |

### 特別演出
| 角色   | 演員   | 介紹               |
| 張進亮 | 豬哥亮 | 議員，陳一華的叔叔 |
| 林爸爸 | 李李仁 | 林亦南之父         |

## 電影歌曲
- 背景歌曲／〈望春風〉
- 黃妃／〈追追追〉
- 張琪／〈台灣好〉
- 放屁伯樂團 （页面存档备份，存于）／〈舞台〉

## 拍攝地點
- 八八八夜市：在新北市中和地區板南路的一塊空地，地點約莫在現在的台北捷運環狀線中原站旁的小公園[3][4]。
- 抗議議會：台北縣三峽鎮公所(現為新北市三峽區公所)[5]。

## 票房
台灣方面，上映20天全台票房突破1億元臺幣；最終全台票房為1億4,000萬元臺幣。

## 註解
1. ↑  凃盈如. . 台北市電影委員會. 2011-01-31  [2019-11-14]. （原始内容存档于2020-09-10）.
2. 1 2  張哲鳴. . 蘋果日報. 2017-05-16  [2018-02-24]. （原始内容存档于2018-02-26）.
3. ↑  劉秀玲. . 台灣電影網. 2011-09-20  [2021-01-28]. （原始内容存档于2021-02-02）.
4. ↑  . 2011-01-17  [2021-01-28]. （原始内容存档于2021-02-01）.
5. ↑  林媛玲. . 蘋果日報. 2011-01-17  [2021-01-28]. （原始内容存档于2021-02-02）.

## 外部連結
- 《雞排英雄》官方部落格 （页面存档备份，存于）
- 《雞排英雄》的Facebook專頁
- 《雞排英雄》電影官方網站
- Yahoo奇摩電影上《雞排英雄》的資料（繁體中文）
- MSN娛樂上《雞排英雄》的資料（繁體中文）

- 開眼電影網上《雞排英雄》的資料（繁體中文）
- 豆瓣电影上《雞排英雄》的資料 （简体中文）
- 时光网上《雞排英雄》的資料（简体中文）
- 爛番茄上《雞排英雄》的資料（英文）
- 香港影庫上《雞排英雄》的資料（繁體中文）
- 互联网电影数据库（IMDb）上《雞排英雄》的资料（英文）